# John McNeill (Diplomat)

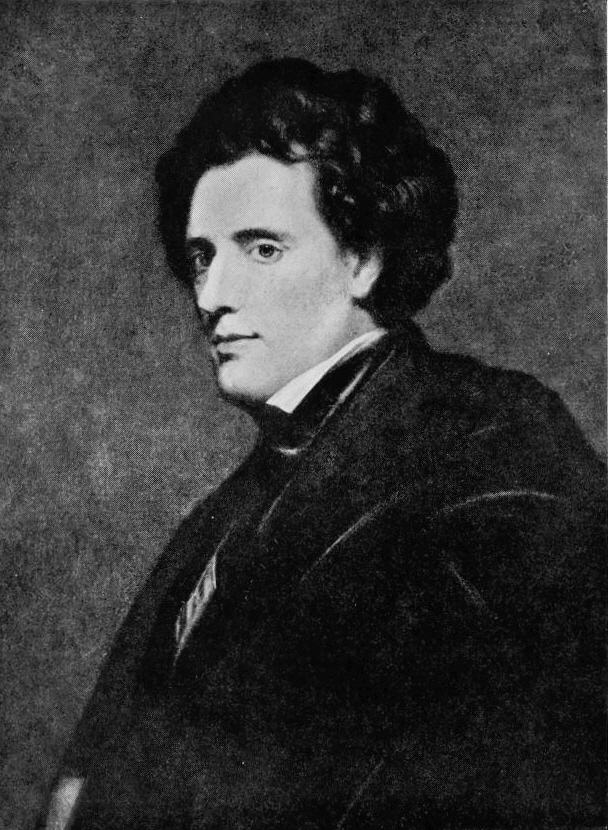
John McNeill

Sir John McNeill GCB, PC, FRSE, FRAS (* 12. August 1795 in Colonsay; † 17. Mai 1883 in Poralto, Cannes, Frankreich) war ein schottisch, britischer Diplomat und Chirurg.

## Leben
McNeill war der dritte der sechs Söhne von Hester McNeill († 1843) und John McNeill (* 1767; † 1846), Gutsherr von Colonsay und Oronsay, und der jüngere Bruder von Duncan McNeill, 1. Baron Colonsay und Oronsay.
John McNeill studierte Medizin an der University of Edinburgh, wo er 1814 zum Doktor der Medizin promoviert wurde.
Am 6. September 1816 wurde er zum Assistenzarzt der britischen Ostindien-Kompanie in Bombay bei Oberst William East († 20. August 1817 in Bombay) im Kachchh (Staat) und Okamundel.
1822 begleitete McNeill Willock den Geschäftsträger von London nach Teheran.
McNeills erste Frau war 1816 gestorben, 1823 reiste er mit seiner zweiten Frau nach Täbris, von ihren fünf Kindern überlebte eine Tochter die Kindheit.
McNeill war maßgeblich am Treaty of Turkmanchai beteiligt, mit dem ein Rückzug von russischen Truppen aus Aserbaidschan (Iran) vereinbart wurde. Im Dezember 1831 wurde er auf einen Posten in Bushire berufen, nach dem er mit seiner schwangeren Frau dort angelangt war, wurde die Berufung widerrufen und er kehrte nach Täbris zurück.

### Persien
Vom 1. Mai 1824 bis 4. Juni 1836 war er als Chirurg tätig.
Von 1824 bis 1835 war er bei der Gesandtschaft der britischen Ostindien-Kompanie in Teheran beschäftigt; zunächst als Arzt und später als politischer Berater des Gesandten John Macdonald Kinneir.
Am 30. Juni 1835 wurde er Botschaftssekretär in Teheran unter Henry Ellis und gratulierte Mohammed Schah zur Thronbesteigung, der ihn dafür mit dem Sonnen- und Löwenorden dekorierte.
Im Frühjahr 1836 reiste John McNeill nach London und veröffentlichte anonym Progress and Present Position of Russia in the East, in welcher er für Öffentlichkeitsarbeit für das Dogma des The Great Game die russische Bedrohung von Britisch-Indien machte. Die britische Ostindien-Kompanie sah Mohammed Schah vom Nikolaus I. beeinflusst.
1838 ließ Mohammed Schah mit russischen Militärberatern Herat belagern.
Aus der Perspektive von Britisch-Indien nahm die Stadt an der Seidenstraße eine strategische Schlüsselposition ein, welche der Gouverneur von Britisch-Indien George Eden, 1. Earl of Auckland am besten durch die Installation eines unabhängigen Regenten unter britischen Schutz gesichert sah, woraus sich der erste anglo-afghanische Krieg entwickelte.
John McNeill wurde nach London abberufen und der Rest der britischen Mission mit Thomson zog in das osmanische Erzurum. 1840 wurde er zum Mitglied der Royal Society of Edinburgh gewählt.
John McNeill kehrte 1841 nach Persien zurück.
Von 1845 bis 1868 war John McNeill Vorsitzender des Ausschusses zum Scottish Poor Law Act, einer Sozialgesetzgebung in Schottland, die aus Anlass des Pilzbefalls von Kartoffelpflanzen wirtschaftliche Armut besteuerte.

### Krimkrieg
1854 zu Beginn des Krimkrieges hatte McNeill sein Werk Progres et position actuelle de la Russie en Orient überarbeitet, ergänzt und warnte nun auch in französischer Sprache vor der russischen Gefahr für Großbritannien, das Christentum, die Autonomie des osmanischen und des persischen Reichs.
Anfang 1855 wurde er mit Alexander Tulloch nach Balaklawa gesandt, um über die logistischen Ursachen des britischen Versagens in dieser Auseinandersetzung zu berichten.
Ihr Untersuchungsbericht wurde zur Grundlage einer Neuorganisation des britischen Beschaffungswesens im Oktober 1858. Das House of Commons war begeistert von dieser Aufklärung und bat um eine Auszeichnung für McNeill, worauf dieser in den Privy Council aufgenommen wurde.

## Familie
McNeill heiratete 1814 Innes Robinson von Clermiston, Midlothian († 1816), 1823 Eliza Wilson († 1868), 1871 Lady Emma Augusta Campbell. In seiner zweiten Ehe war McNeill Schwager John Wilson (Scottish writer), in seiner dritten Ehe war McNeill Schwager von George Douglas Campbell, 8. Duke of Argyll.